# McRoberts
McRoberts – jednostka osadnicza w Stanach Zjednoczonych, w stanie Kentucky, w hrabstwie Letcher.